# اس۱ (برلین)
اس۱ (آلمانی: S1) نام یک خط از قطار شهری برلین است.